# Immaculée Ilibagiza

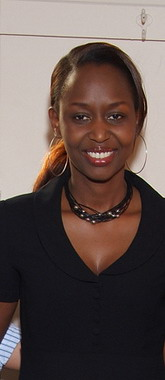
Immaculée Ilibagiza, 2007

Immaculée Ilibagiza (Rwanda, 1972) is een rooms-katholiek schrijfster en spreekster uit Rwanda. Als Tutsi moest ze tijdens de slachtingen van de Rwandese Genocide in 1994 onderduiken. In die periode overleefde ze gedurende 3 maanden met zeven andere vrouwen in een badkamer van 0,91 bij 1,20 m. Deze ervaring, gecombineerd met haar geloof, vormden de basis voor haar boeken die ze, voornamelijk, samen met Steve Erwin schreef.
In 2003 verkreeg ze de Amerikaanse nationaliteit. In 2007 ontving zij de Mahatma Gandhi Reconciliation and Peace Award.

## Verfilmde biografieën
- The Diary Of Immaculee (2006)
- Hoofdstuk in The Power of the Heart (film) (2014)

## Werken
- (met Steve Erwin) Left to Tell: Discovering God Amidst the Rwandan Holocaust. Carlsbad, CA: Hay House, 2006. ISBN 1-4019-0896-9.
- (met Steve Erwin) Led by Faith: Rising from the Ashes of the Rwandan Genocide. Carlsbad, CA: Hay House, 2008. ISBN 978-1-4019-1887-3
- (met Steve Erwin) Our Lady of Kibeho: Mary Speaks to the World from the Heart of Africa. Carlsbad, CA: Hay House, 2008. ISBN 1-4019-2378-X
- The Boy Who Met Jesus: Segatashya Emmanuel of Kibeho (Nov. 28, 2012) Carlsbad, CA: Hay House ISBN 978-1401935825
- (met Steve Erwin) The Rosary: The Prayer That Saved My Life(Aug. 15, 2013) Carlsbad, CA: Hay House ISBN 978-1401940171